# Női 25 kilométeres hosszútávúszás a 2011-es úszó-világbajnokságon
A női 25 kilométeres hosszútávúszást július 23-án rendezték meg a 2011-es úszó-világbajnokságon.

## Eredmény
| Helyezés  | Úszó                           | Nemzetiség | Idő       |
| --------- | ------------------------------ | ---------- | --------- |
| Aranyérem | Ana Marcela Cunha              | BRA        | 5:29:22.9 |
| Ezüstérem | Angela Maurer                  | GER        | 5:29:25.0 |
| Bronzérem | Alice Franco                   | ITA        | 5:29:30.8 |
| 4         | Olha Beresznyeva               | UKR        | 5:29:35.6 |
| 5         | Martina Grimaldi               | ITA        | 5:29:36.2 |
| 6         | Anna Uvarova                   | RUS        | 5:29:38.9 |
| 7         | Celia Barrot                   | FRA        | 5:29:40.8 |
| 8         | Margarita Dominguez Cabezas    | ESP        | 5:29:42.0 |
| 9         | Silvie Rybarova                | CZE        | 5:29:51.3 |
| 10        | Cecilia Biagioli               | ARG        | 5:29:58.7 |
| 11        | Marija Bulahova                | RUS        | 5:34:21.2 |
| 12        | Karla Sitic                    | CRO        | 5:37:49.8 |
| 13        | Esther Nunez Morera            | ESP        | 5:38:09.6 |
| 14        | Tash Harrison                  | AUS        | 5:53:35.4 |
| 15        | Cao Shiyue                     | CHN        | 5:54:21.9 |
| 16        | Sun Minjie                     | CHN        | 5:55:16.3 |
| 17        | Nika Kozamernik                | SVN        | 6:00:43.8 |
| –         | Jana Pechanová                 | CZE        | DNF       |
| –         | Zaira Edith Cardenas Hernandez | MEX        | DNF       |
| –         | Antje Mahn                     | GER        | DNF       |
| –         | Claire Thompson                | USA        | DNF       |
| –         | Linsy Heister                  | NED        | DNS       |
| –         | Haley Anderson                 | USA        | DNS       |